# 皇家蘇格蘭龍騎兵衛隊
皇家蘇格蘭龍騎兵衛隊(槍騎兵與灰騎兵)(SCOTS DG)是英國陸軍的騎兵團，該團通過承接了英國陸軍中現存最古老的騎兵團皇家蘇格蘭灰騎兵的傳統。因此，亦是一支蘇格蘭的高級兵團。騎兵團目前駐紮在盧卡斯基地的滑鐵盧兵營，作為適應部隊第51步兵旅旗下兵力的一部分。

## 歷史
皇家蘇格蘭龍騎兵衛隊(SCOTS DG)於1971年7月2日通過合併皇家蘇格蘭灰騎兵(第2龍騎兵)與第3槍騎兵團(威爾斯親王的龍騎兵衛隊)在愛丁堡的荷里路德成立，(*第3槍騎兵團自己亦是於1922年通過合併威爾斯親王的第3龍騎兵衛隊和槍騎兵團(第6龍騎兵衛隊)而組成)。
SCOTS DG成立不久之後，於1972年、1974年、1976年和1980年四次部署在北愛爾蘭，1972年在阿馬郡的附近，騎兵伊恩·亨特·凱爾(Ian Hunter Caie)與他的雪貂偵察車在路上被啤酒桶製的炸彈襲擊而陣亡。

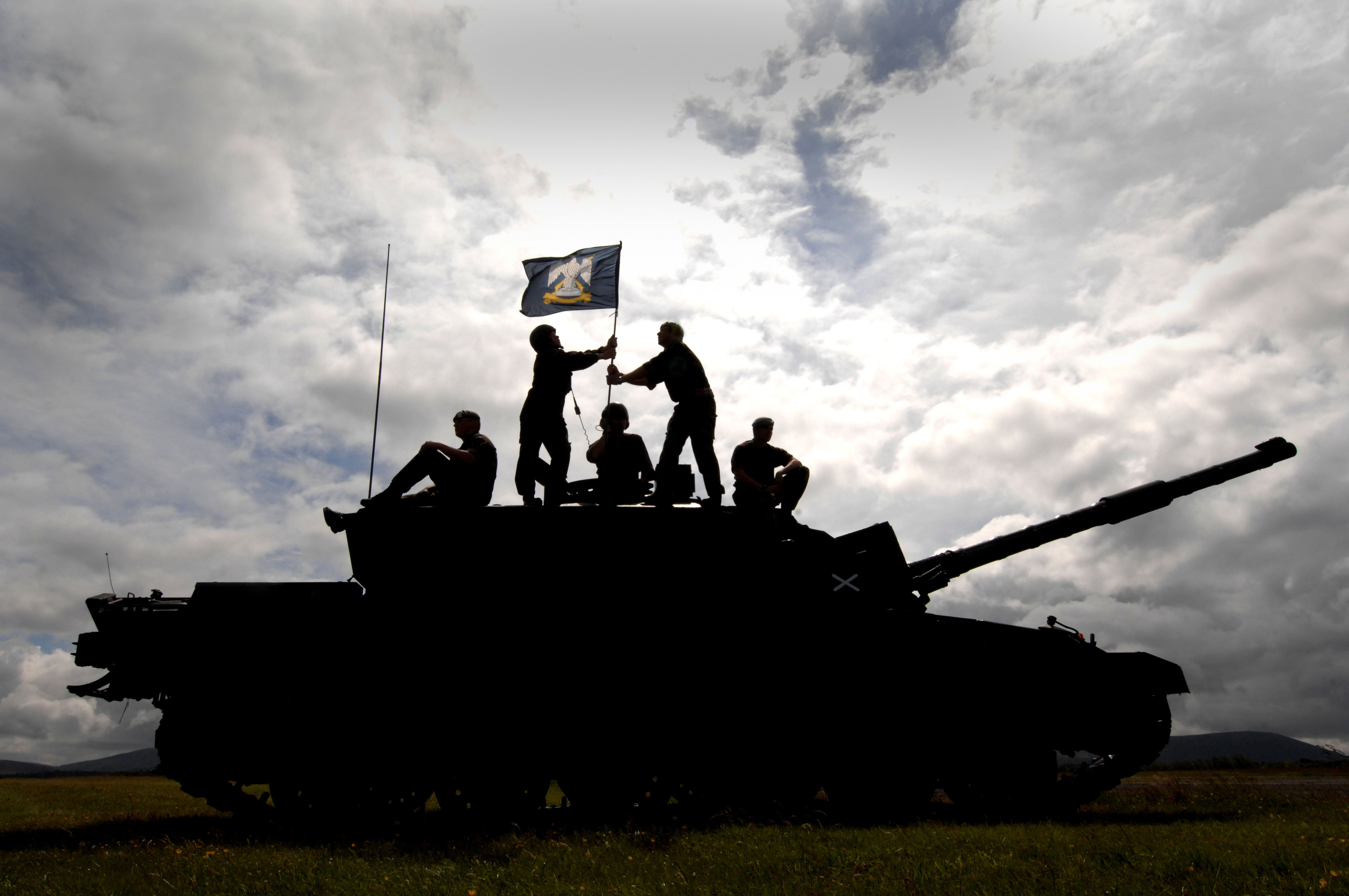
皇家蘇格蘭龍騎兵衛隊在挑戰者 2 坦克上升起了兵團旗

SCOTS DG在1991年參加了波斯灣戰爭並部署了57輛挑戰者1式主戰坦克 與及1996-97年作為在波士尼亞與赫塞哥維納的維和部隊的一員。 1998年SCOTS DG成為英國陸軍中第一支操作挑戰者2式主戰坦克的騎兵團。 2000年加入了駐科索沃部隊。
2003年入侵伊拉克期間被部署到伊拉克參加特里克行動。該團的大部分成員和黑衛士戰鬥群(The Black Watch Battle Group)第1營所派遣的A中隊一同部署在蘇格蘭龍騎兵衛隊戰鬥群(Scots Dragoon Guards Battle Group)中，所有部署的人員都參加了對伊拉克第二大城市巴士拉的推進。在到達巴士拉之前，A中隊在祖拜爾及其附近區域作戰，而蘇格蘭龍騎兵衛隊戰鬥群派遣的C中隊與英國皇家海軍陸戰隊第3突擊旅在巴士拉以南作戰，其中經歷包括英國自波斯灣戰爭以來最大規模的坦克戰，當時有14輛挑戰者2式主戰坦克參與戰鬥並摧毀了14輛伊拉克坦克。
SCOTS DG在2006年和2008年向伊拉克部署了更多的部隊，在那裡遭受了兩名人員傷亡，分別是理查·帕爾默中尉(Richard Palmer)
和哥頓·比查特下士(Gordon Pritchard)。 而最近於2008年、2011年和2013/14年SCOTS DG的部隊都部署到阿富汗。 SCOTS DG卓越的風笛鼓樂隊，以Spirit of the Glen: Journey,贏得了2009年全英古典音樂獎的"年度專輯"獎。
2013年11月，SCOTS DG告別挑戰者2式坦克換裝胡狼裝甲車變成一支輕騎兵部隊。 根據陸軍2020計劃，SCOTS DG改組為輕騎兵部隊，2015年夏天進駐盧卡斯基地。 2015年9月29日，女皇伊麗莎白二世訪問了盧卡斯基地，她在那裡為北部營地命名為'滑鐵盧兵營'，以慶祝滑鐵盧戰役200周年。

## 編制

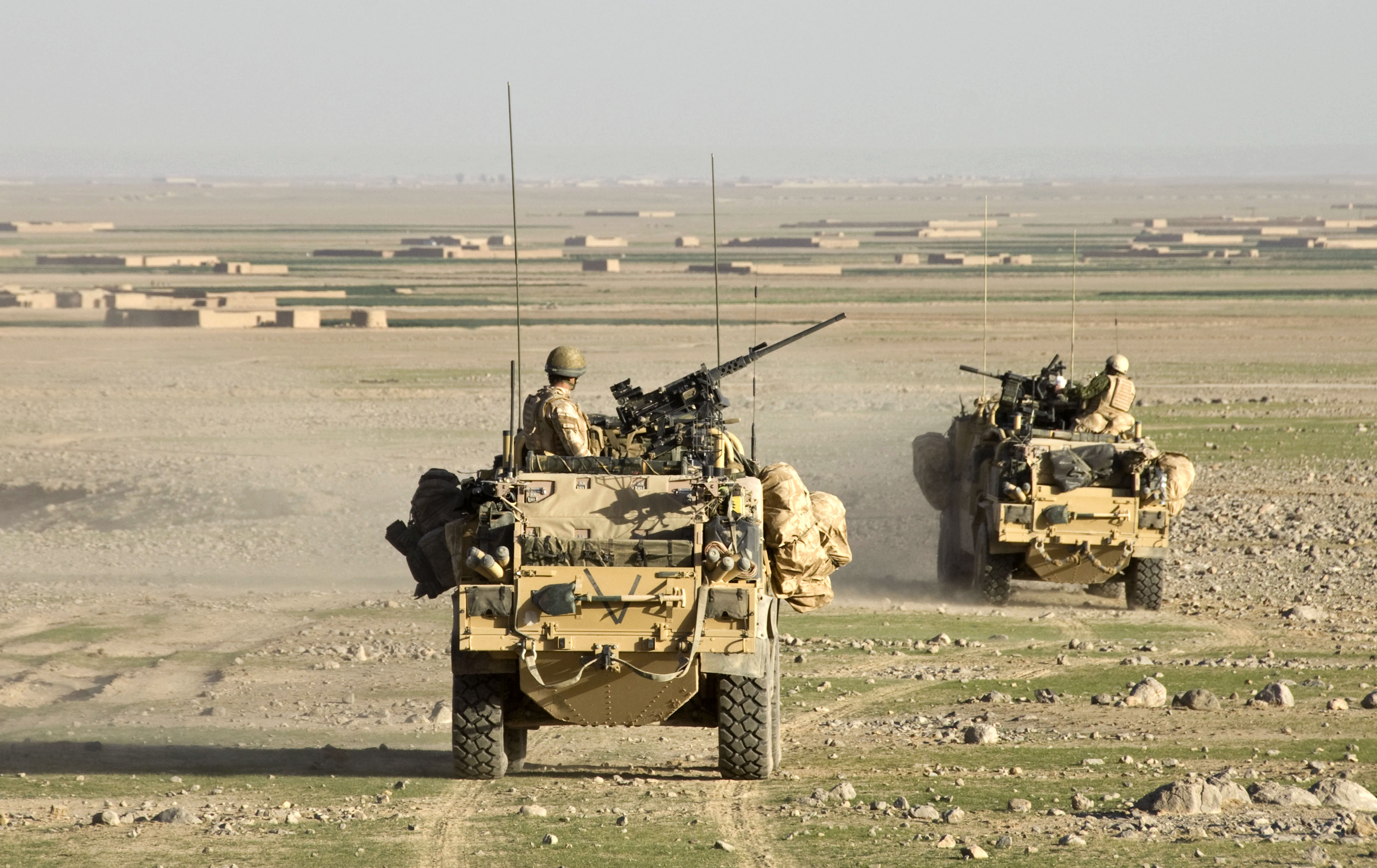
皇家蘇格蘭龍騎兵衛隊使用胡狼裝甲車

陸軍2020計劃讓皇家蘇格蘭龍騎兵衛隊轉變為一支輕騎兵。目前部隊裝備胡狼裝甲車。
任務編制上與陸軍預備役的蘇格蘭及北愛爾蘭義勇騎兵團連繫在一起。
皇家蘇格蘭龍騎兵衛隊編制:
- 騎兵團總部在愛丁堡城堡
- 騎兵團裝甲部隊
  - 總部中隊 - 郊狼裝甲車（英语：Jackal (vehicle)）與黑豹指揮和聯絡車（英语：Iveco LMV）
    - 皇家蘇格蘭龍騎兵衛隊風笛鼓樂隊（英语：Pipes and Drums of the Royal Scots Dragoon Guards）

  - A中隊 - 胡狼裝甲車（英语：Jackal (vehicle)）
  - B中隊 - 胡狼裝甲車（英语：Jackal (vehicle)）
  - C中隊 - 胡狼裝甲車（英语：Jackal (vehicle)）

## 外部連結
- Official Universal Classics and Jazz Website
- .   [11 November 2007]. （原始内容存档于2021-08-18）.
- Royal Scots Dragoon Guards Museum （页面存档备份，存于）